# Barslund Knap
Barslund Knap är en kulle i Danmark. Den ligger i den centrala delen av landet. Toppen på Barslund Knap är 50 meter över havet.
Den högsta punkten i närheten är 58 meter över havet, 1,2 km öster om Barslund Knap. Trakten runt Barslund Knap består till största delen av jordbruksmark.